# Alexander Diomidowitsch Rodionow
Alexander Diomidowitsch Rodionow (russisch Александр Диомидович Родионов; * 19. Jahrhundert; † 20. Jahrhundert) war ein russischer Segler und Olympiamedaillengewinner.
Rodionow gewann bei den Olympischen Spielen 1912 mit dem russischen Team Gallia II (u. a. Joseph von Schomacker) die Bronzemedaille im Segeln bei der 10-Meter-Klasse. Eigentümer der Yacht war Alexander Wyschnegradsky, der Vater des russischen Komponisten Iwan Wyschnegradsky.